# Ingyeong
 Ingyeong, född 1661, död 1680, var en koreansk drottning, gift med kung Sukjong av Joseon. 
Hon blev kronprinsessa vid nio års ålder 1670 och drottning vid tretton års ålder 1674. Hon födde två döttrar, 1677 och 1679, som båda avled vid ett år respektive föddes döda, och avled i smittkoppor vid nitton års ålder. 